# Karhunsaari (ö i Norra Karelen)
Karhunsaari är en ö i Finland. Den ligger i sjön Orivesi och i kommunen Libelits i den ekonomiska regionen  Joensuu ekonomiska region  och landskapet Norra Karelen, i den sydöstra delen av landet, 300 km nordost om huvudstaden Helsingfors. Öns area är 1,46 kvadratkilometer och dess största längd är 2,5 kilometer i sydväst-nordöstlig riktning.